# Костецька Ольга Іванівна
О́льга Іва́нівна Двірна, у шлюбі Косте́цька (*1953) — українська радянська легкоатлетка, Чемпіонка Європи 1982 року. Триразова чемпіонка СРСР (1978, 1982). Заслужений майстер спорту СРСР (1982). Тренерка вищої категорії.

## Життєпис
Народилась 1953 року в селі Васютинці (Чорнобаївський район, Черкаська область), навчалася у васютинецькій школі. Згодом переїхала до РРФСР; почала займатися легкою атлетикою під керівництвом Анатолія Колесникова. 1970 року закінчила школу № 2 в Гуково.
На Чемпіонаті Європи з легкої атлетики серед юніорів-1970 здобула бронзову нагороду на дистанції 1500 метрів.
На Чемпіонаті СРСР з легкої атлетики в приміщенні-1971 здобула срібну нагороду на дистанції 1500 метрів.
На Чемпіонаті СРСР з легкої атлетики в приміщенні-1972 здобула бронзову нагороду на дистанції 1500 метрів та виконала норматив майстра спорту.
На Чемпіонаті СРСР з легкої атлетики в приміщенні-1974 здобула срібну нагороду на дистанції 1500 метрів.
На Літій Спартакіаді народів СРСР 1975 здобула срібну нагороду на дистанції 1500 метрів.
Брала участь в Чемпіонаті світу з кросу-1976.
На Чемпіонаті СРСР з легкої атлетики в приміщенні-1976 здобула бронзову нагороду на дистанції 1500 метрів.
На Чемпіонаті СРСР з легкої атлетики-1978 здобула бронзові медалі — в бігу на 1500 мертів та естафеті 4×800 метрів.
На Літій Спартакіаді народів СРСР-1979 здобула бронзову нагороду на дистанції 1500 метрів.
На Літній Універсіаді-1979 здобула дві срібні нагороди — в бігу на 800 і 1500 метрів.
На Чемпіонаті СРСР з легкої атлетики в приміщенні-1980 здобула срібну нагороду на дистанції 1500 метрів.
На Літній Універсіаді-1981 здобула бронзову нагороду на дистанції 1500 метрів.
На Чемпіонаті Європи з легкої атлетики-1982 здобула золоту нагороду на дистанції 1500 метрів.
На Чемпіонаті СРСР з легкої атлетики в приміщенні-1983 здобула золоту нагороду на дистанції 3000 метрів.
Тренувалась під керівництвом Миколи Малишева, який привів її до перемоги на Чемпионаті Європи 1982 року. В 1972—1984 роках була у складі збірної СРСР.
1988 року закінчила педагогічний факультет Інститут фізичної культури, спорту і здоров'я імені П. Ф. Лесгафта.
Після закінчення активної спортивної кар'єри стала тренеркою з легкої атлетики. Серед вихованців — донька Катерина Костецька (* 1986).
З чоловіком Олександром Костецьким проживає у Петербурзі.